# Joseph Lanner
Joseph Franz Karl Lanner (Wenen, 12 april 1801 – Oberdöbling, 14 april 1843) was een Oostenrijks componist, dirigent en violist.

## Levensloop
Lanner was autodidact en begon bij het Michael Pamerorkest zijn carrière als eerste violist in een dilettantenkwintet. Later, in 1818 richtte hij een eigen trio op dat uitgroeide tot een kwartet omdat Johann Strauss sr. zich erbij voegde als violaspeler.
Lanner vervaardigde voor dit groepje potpourri's en walsen. Hij breidde het ensemble langzamerhand uit en maakte het buitengewoon populair. Zijn walsen, Ländler, galops en modedansen vormden een geheel apart genre, dat zijn faam over geheel Europa verspreidde en Wenen een geheel aparte sfeer bracht.
In zijn walsen, die hij een voorspel en een coda gaf, sloot hij aan bij de Aufforderung zum Tanz van Weber. Zijn walsen, waarvan vooral Der Werber op. 103, Hofballtänze op. 161, Die Romantiker op. 167 en de Schönbrunner op. 200 beroemd zijn geweest, zijn later door die van vader en zoon Strauss op de achtergrond geraakt.
Lanner werd in 1829 muziekdirecteur aan de Redoutensäle en twee jaar later werd hij aangesteld tot militaire kapelmeester van het Tweede Weense Militair Regiment.
Lanner was meer een voorstadcomponist en miste de grootse allure. Hij bleef sterk verbonden aan het volkslied en bezat niet de kracht van Strauss om een volmaakt eigen taal te spreken. Joseph Lanner stierf op Goede Vrijdag 14 april 1843 in Wenen op de leeftijd van 42 jaar.
Ed. Kremser gaf in 1899 Lanners volledige werken in acht delen uit.

## Composities (selectie)
- 1824: Pas de neuf nach Saverio Mercadante, WoO
- 1825: Neue Wiener Ländler, op. 1
- 1825: Gowatschische Ländler, op. 2
- 1825: Sieben Oberländler, op. 3
- 1825: Jewatsdorfer Ländler, op. 4
- 1826: Krönungs-Deutsche mit Trios und Coda, op. 5
- 1826: Tyroler Ländler, op. 6
- 1827: Aufforderung zum Tanze, op. 7
- 1827: Mitternachtswalzer, op. 8
- 1827: Dornbacher Ländler, op. 9
- 1827: Cotillons, op. 10
- 1827: Kirchweih, ländler, op.13
- 1828: Vermählungs-Walzer, op. 15
- 1828: Osagen-Galopp, op. 18
- 1828: Trennungswalzer, op. 19
- 1828: Blumenfest, ländler, op. 23
- 1829: Flora-Walzer, wals, op. 33
- 1829: Ankunfts-Walzer, wals, op. 34
- 1829: Leopoldstädter-Ländler, op. 35
- 1829: Altenburger-Ländler, op. 40
- 1829: Hollabrunner, galop
- 1830: Annen-Einladungs-Walzer, wals, op. 48
- 1830: D’Wuarla, op. 49
- 1831: Karlsbader Sprudelwalzer, wals, op. 50a
- 1832: Carrière, galop, op. 56b
- 1832: Badner Ring'ln, op. 64
- 1833: Capricciosa, selectie, op. 63
- 1833: Blumen der Lust, wals, op. 73
- 1834: Musikalische Revue, selectie, op. 79
- 1834: Jägers Lust-Jagd-Galoppe, op. 82
- 1834: Sehnsuchts-Mazur, op. 89
- 1835: Pesther Walzer, op. 93
- 1835: Dampf-Walzer und Galopp, op. 94
- 1835: Die Schwimmer, wals, op. 99
- 1836: Die Werber, op. 103
- 1837: Aeskulap-Walzer, op. 113
- 1837: Mille Fleurs, wals, op. 116
- 1837: Die entfesselte Phantasie, selectie, op. 117
- 1838: Musikalische Reisebilder, selectie, op. 121
- 1838: Prometheus-Funken, wals, op. 123
- 1838: Die Kosenden, wals, op. 128
- 1839: Krönungswalzer, op. 133
- 1842: Malapou- u. Amazonen-Galoppe, op. 148 a
- 1840: Hofballtänze, op. 161
- 1841: Der Schwärmer, op. 163
- 1841: Quadrille, op. 164
- 1841: Steyrische Tänze, op. 165
- 1841: Die Romantiker, op. 167
- 1841: Abend-Sterne, wals op. 180
- 1841: Cerrito-Polka op. 189
- 1841: Marsch aus dem Ballett "Corso donate"
- 1842: Hans Jörgel-Polka, op. 194
- 1842: Die Mozartisten, op. 196
- 1842: Die Schönbrunner, Walzer, op. 200
- 1843: Die Troubadours, op. 197
- 1843: Hexentanzwalzer op. 203
- Die Neapolitaner, wals
- Grätzer Walzer

### Operettes
- Alt-Wien (3 aktes)